# Mauria membranifolia
Mauria membranifolia är en sumakväxtart som beskrevs av A. Barfod & L.B. Holm-nielsen. Mauria membranifolia ingår i släktet Mauria och familjen sumakväxter. Inga underarter finns listade i Catalogue of Life.